# 海聯訊科技
深圳海聯訊科技股份有限公司，簡稱深圳海聯訊科技股份、深圳海聯訊科技、深圳海聯訊，以及海聯訊（英語：Shenzhen Hirisun Technology Incorporated，深交所：300277），在2000年1月4日，由章锋、孔飙、邢文飚、苏红宇創立。
現時主要業務从事电力信息化系统集成、链发电、输电、变电、配电、用电和调度等行業，而股份在2011年11月23日於深圳證券交易所創業板上市，根據招股書資料，公开发行股票1,700万股，发行后总股本6,700.00万元人民幣，发行价格23.00元人民幣/股，募集资金3.91亿元人民幣。
總部位於深圳市南山区深南大道市高新技术园R2厂房B区3a层。而董事長為邢文飚。

## 連結
- Hirisun.com （页面存档备份，存于）